# トッラーカ
トッラーカ（伊: Torraca）は、イタリア共和国カンパニア州サレルノ県にある、人口約1,300人の基礎自治体（コムーネ）。

## 地理

### 位置・広がり

#### 隣接コムーネ
隣接するコムーネは以下の通り。
- カザレット・スパルターノ
- サプリ
- トルトレッラ
- ヴィボナーティ